# Conference of Presidents of Major American Jewish Organizations
Die Conference of Presidents of Major American Jewish Organizations (CoP, „Presidents' Conference“) mit Sitz in New York City ist ein Dachverband jüdischer Organisationen in den USA.

## Beschreibung
CoP beschreibt sich selbst als „eine zentrale Adresse für US-amerikanische, israelische und andere Weltpolitiker zur Konsultation bezüglich Fragen von kritischer Bedeutung für die jüdische Gemeinschaft“.
Die Konferenz wurde aufgrund einer Anfrage der US-Administration Dwight D. Eisenhowers 1956 gebildet. Wegen des starken Anwachsens jüdischer Gemeinden in den USA und der Ausdifferenzierung ihrer Interessen (Orthodoxes Judentum, Konservatives Judentum etc.) schufen diese die CoP um für die Regierung mit gemeinsamer Stimme erreichbar zu sein.
Derzeit treffen sich auf der Konferenz unregelmäßig die Präsidenten von 51 jüdischen Verbänden. Sie verkünden grundlegende Erklärungen oder treffen sich mit wichtigen Weltpolitikern. Die Konferenz wurde zur Förderung der Interessen des Staates Israel in den USA gegründet. Dies ist bis heute ihr Hauptanliegen. Sie entwirft keine umfassenden Grundsätze wie etwa das Jewish Council for Public Affairs und betreibt auch kein Lobbying wie das American Israel Public Affairs Committee.
Aktuelle Agenda (2006):
- Globalterrorismus
- Israels Sicherheit, Frieden mit Palästina
- globaler Antisemitismus
- Abwehr von Angriffen arabischer Länder in UN-Körperschaften, UN-Reform
- Beförderung pro-israelischer Medienberichterstattung
- Stärkung Israels durch Investitionen und Militärhilfe
- iranisches Atomwaffenprogramm, Syrien

## Mitglieder der CoP
- 1. Ameinu
- 2. American Friends of Likud
- 3. American Gathering of Jewish Holocaust Survivors
- 4. America-Israel Friendship League (AIFL)
- 5. American Israel Public Affairs Committee (AIPAC)
- 6. American Jewish Committee (AJC)
- 7. American Jewish Congress
- 8. American Jewish Joint Distribution Committee (Joint)
- 9. American ORT (AORT)
- 10. American Sephardi Federation (ASF)
- 11. American Zionist Movement
- 12. Americans for Peace Now (APN)
- 13. AMIT (Americans for Israel and Torah)
- 14. Anti-Defamation League (ADL)
- 15. Association of Reform Zionists of America (ARZA)
- 16. B’nai B’rith International
- 17. Bnai Zion
- 18. Central Conference of American Rabbis (CCAR)
- 19. Committee for Accuracy in Middle East Reporting in America (CAMERA)
- 20. State of Israel Bonds
- 21. Emunah of America
- 22. Friends of Israel Defense Forces (FIDF)
- 23. Hadassah, Women’s Zionist Organization of America
- 24. Hebrew Immigrant Aid Society (HIAS)
- 25. Jewish Community Centers Association (JCCA)
- 26. Jewish Council for Public Affairs
- 27. Jewish Institute for National Security Affairs
- 28. Jewish Labor Committee
- 29. Jüdischer Nationalfonds (Jewish National Fund, JNF)
- 30. Jewish Reconstructionist Federation (JRF)
- 31. Jewish War Veterans of the USA (JWV)
- 32. Jewish Women International
- 33. MERCAZ USA, Zionist Organization of the Conservative Movement
- 34. NA’AMAT USA
- 35. NCSJ, Advocates on behalf of Jews in Russia, Ukraine, the Baltic States & Eurasia
- 36. National Council of Jewish Women (NJCW)
- 37. National Council of Young Israel
- 38. Rabbinical Assembly
- 39. Rabbinical Council of America
- 40. Religious Zionists of America (RZA)
- 41. Union of American Hebrew Congregations (UAHC)
- 42. Union of Orthodox Jewish Congregations of America
- 43. United Jewish Communities (UJC)
- 44. United Synagogue of Conservative Judaism (USCJ)
- 45. WIZO
- 46. Women’s American ORT (WAORT)
- 47. Women’s League for Conservative Judaism (WLCJ)
- 48. Women of Reform Judaism (WRJ)
- 49. Workmen’s Circle
- 50. World Zionist Executive, US
- 51. Zionist Organization of America (ZOA)[1]